# Мишкольц (аэропорт)
Аэропорт Мишкольц (венг. Miskolci repülőtér; (ИАТА: MCQ, ИКАО: LHMC)) — маленький аэропорт с грунтовой полосой в городе Мишкольц, медье Боршод-Абауй-Земплен, Венгрия. В настоящее время он используется в качестве спортивного (прыжки с парашютом, экскурсии, авиашоу), но в период между 1946 и 1967 годами он принимал и регулярные внутренние авиарейсы.

## Галерея
- L-29 Delfin на авиашоу в аэропорту Мишкольц.
- Антонов Ан-2 на авиашоу в аэропорту Мишкольц.
- Выступление парашютистов на авиашоу в аэропорту Мишкольц.
- Яковлев Як-52 на авиашоу в аэропорту Мишкольц.
- Поликарпов По-2 на авиашоу в аэропорту Мишкольц.